# Léo Coelho
Léo Coelho, właśc. Leonardo Henriques Coelho (ur. 17 maja 1993 w Rio de Janeiro) – brazylijski piłkarz z obywatelstwem urugwajskim występujący na pozycji środkowego obrońcy, od 2023 roku zawodnik urugwajskiego Peñarolu.